# Kuzinellus yokogawae
Kuzinellus yokogawae är en spindeldjursart som först beskrevs av Ehara och Hamaoka 1980.  Kuzinellus yokogawae ingår i släktet Kuzinellus och familjen Phytoseiidae. Inga underarter finns listade i Catalogue of Life.